# Ryssjön (Mora socken, Dalarna)
Ryssjön är en sjö i Mora kommun i Dalarna och ingår i Dalälvens huvudavrinningsområde. Sjön har en area på 1,24 kvadratkilometer och ligger 234,1 meter över havet. Sjön avvattnas av vattendraget Ryssån.

## Delavrinningsområde
Ryssjön ingår i det delavrinningsområde (675783-141751) som SMHI kallar för Utloppet av Ryssjön. Medelhöjden är 334 meter över havet och ytan är 22,96 kvadratkilometer. Räknas de 9 avrinningsområdena uppströms in blir den ackumulerade arean 145,19 kvadratkilometer. Ryssån som avvattnar avrinningsområdet har biflödesordning 2, vilket innebär att vattnet flödar genom totalt 2 vattendrag innan det når havet efter 327 kilometer. Avrinningsområdet består mestadels av skog (75 procent) och sankmarker (10 procent). Avrinningsområdet har 1,3 kvadratkilometer vattenytor vilket ger det en sjöprocent på 5,7 procent.